# Ueda Tsuneyuki
Ueda Tsuneyuki (上田 常幸 Ueda Tsuneyuki, sinh ngày 3 tháng 7 năm 1985) là một cầu thủ bóng đá người Nhật Bản. Anh thi đấu cho Honda Lock.

## Thống kê câu lạc bộ
| Thành tích câu lạc bộ | Thành tích câu lạc bộ     | Thành tích câu lạc bộ | Giải vô địch | Giải vô địch | Cúp                   | Cúp                   | Tổng cộng | Tổng cộng |
| Mùa giải              | Câu lạc bộ                | Giải vô địch          | Số trận      | Bàn thắng    | Số trận               | Bàn thắng             | Số trận   | Bàn thắng |
| Nhật Bản              | Nhật Bản                  | Nhật Bản              | Giải vô địch | Giải vô địch | Cúp Hoàng đế Nhật Bản | Cúp Hoàng đế Nhật Bản | Tổng cộng | Tổng cộng |
| --------------------- | ------------------------- | --------------------- | ------------ | ------------ | --------------------- | --------------------- | --------- | --------- |
| 2004                  | Consadole Sapporo         | J2 League             | 0            | 0            | 0                     | 0                     | 0         | 0         |
| 2005                  | Consadole Sapporo         | J2 League             | 0            | 0            | 0                     | 0                     | 0         | 0         |
| Singapore             | Singapore                 | Singapore             | Giải vô địch | Giải vô địch | Cúp bóng đá Singapore | Cúp bóng đá Singapore | Tổng cộng | Tổng cộng |
| 2006                  | Albirex Niigata Singapore | S. League             | 23           | 1            | 3                     | 1                     | 26        | 2         |
| Nhật Bản              | Nhật Bản                  | Nhật Bản              | Giải vô địch | Giải vô địch | Cúp Hoàng đế Nhật Bản | Cúp Hoàng đế Nhật Bản | Tổng cộng | Tổng cộng |
| 2007                  | Zweigen Kanazawa          | Regional Leagues      | 14           | 2            | 3                     | 0                     | 17        | 2         |
| 2008                  | Zweigen Kanazawa          | Regional Leagues      | 12           | 1            | 1                     | 0                     | 13        | 1         |
| 2009                  | Honda Lock                | Football League       | 16           | 0            | 3                     | 0                     | 19        | 0         |
| 2010                  | Honda Lock                | Football League       |              |              |                       |                       |           |           |
| Quốc gia              | Nhật Bản                  | Nhật Bản              | 42           | 3            | 7                     | 0                     | 49        | 3         |
| Quốc gia              | Singapore                 | Singapore             | 23           | 1            | 3                     | 1                     | 26        | 2         |
| Tổng                  | Tổng                      | Tổng                  | 65           | 4            | 10                    | 1                     | 75        | 5         |